# Curva a staffa

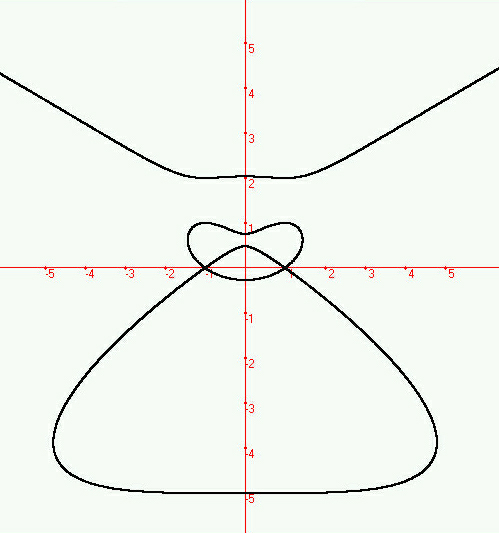
Curva a staffa

La curva a staffa è una curva quartica data dall'equazione
{\displaystyle (x^{2}-1)^{2}=y^{2}(y-1)(y-2)(y+5)}